# Rüdigsdorf (Frohburg)
Rüdigsdorf ist ein Ortsteil der Stadt Frohburg im Süden des Landkreises Leipzig in Sachsen.

## Geografie

### Lage
Rüdigsdorf liegt in Westsachsen, im Kohrener Land an der Grenze zum Altenburger Land. Die Nachbarorte sind Linda, Neuhof, Pflug, Altmörbitz, Wüstenhain und Kohren-Sahlis.

### Physiognomie
Das Dorf ist ein Haufendorf und liegt in der Tallage des Mausbaches, vor dem östlich steil aufragenden, mit alten Bäumen bewaldeten Lenkersberg. Die fruchtbaren, sanft ansteigenden Feldfluren sind von Waldinseln und Obstbaumreihen gegliedert. Prägend für den Ort sind die hoch aufragende Kirche samt Pfarrhaus, ehemaliger Schule und Erntekindergarten im Schweizer Holzhausstil; das ehemalige Rittergut mit klassizistischem Herrenhaus und Orangerie; die vielen Bauerngüter sowie in der Neuzeit gebaute Ein- und Mehrfamilienhäuser.

## Geschichte
Der Ort wurde 1271 erstmals urkundlich durch Heinrich den Erlauchten als Ruedegersdorff erwähnt. Im Jahr 1575 findet sich die erste Nennung eines Lehrers (Jakob Gentsch aus Geithain). 1579 verkaufte der Besitzer des Ortes (Familie von Rüdigsdorf) den Ort zusammen mit Neuhof an Joachim von Loß. Die Besitzerfamilien wechselten von da an häufig: 1581 von Lüttichau, 1585 von Rüdigsdorf, 1592 von Helldorf, 1595 von Einsiedel, danach von Heynitz, von Pflugk, von Koseritz, 1718 von Schindler und 1783 von Rayska. 1810 kaufte der Verleger Siegfried Leberecht Crusius das Rittergut Rüdigsdorf mit Neuhof, der zuvor schon von seinem Onkel Georg Leberecht Crusius 1795 das benachbarte Rittergut Sahlis geerbt hatte. Bis 1945 verblieben Rüdigsdorf und Sahlis über insgesamt 6 Generationen im Besitz der Familie Crusius.

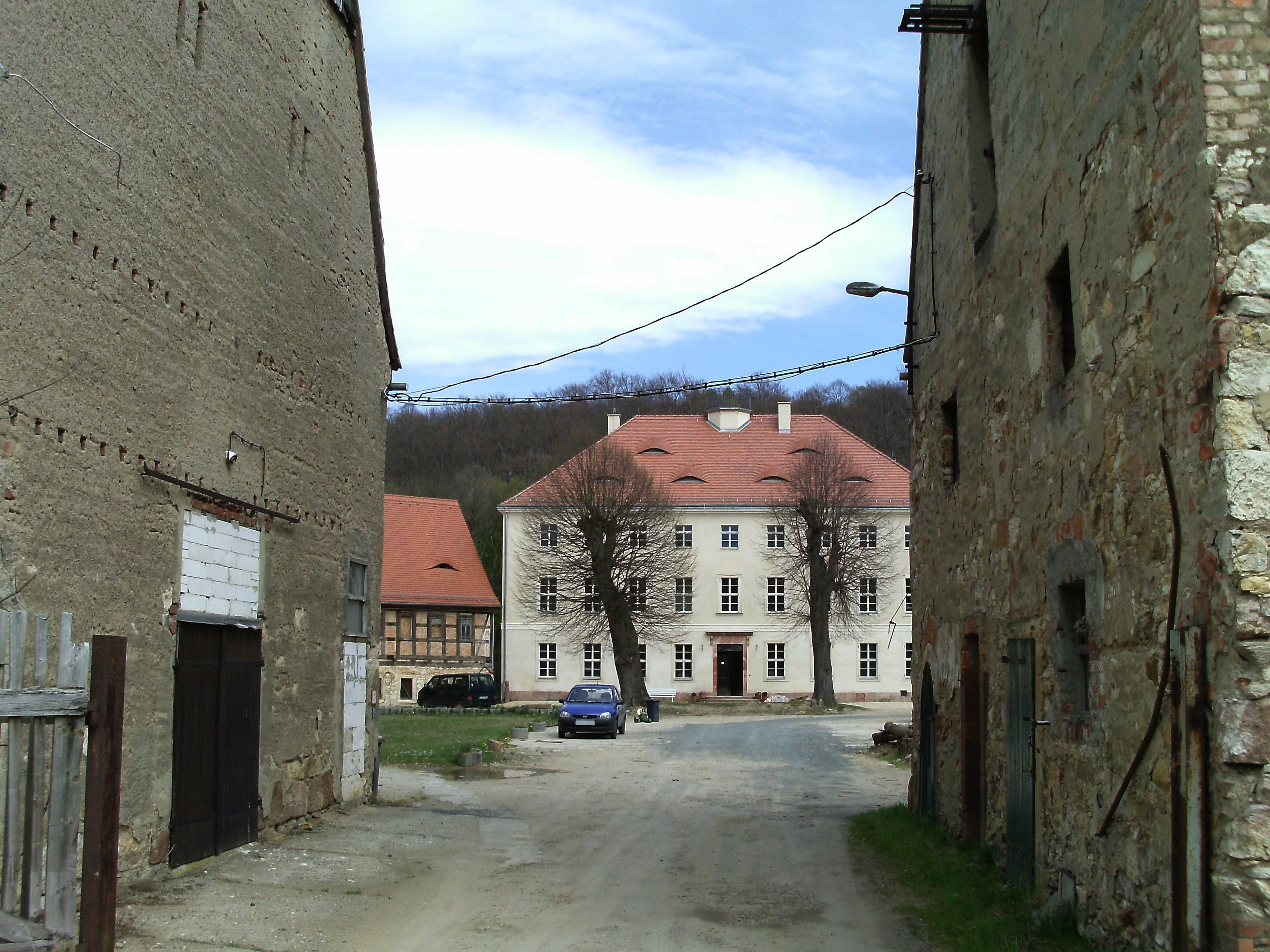
Gut Rüdigsdorf

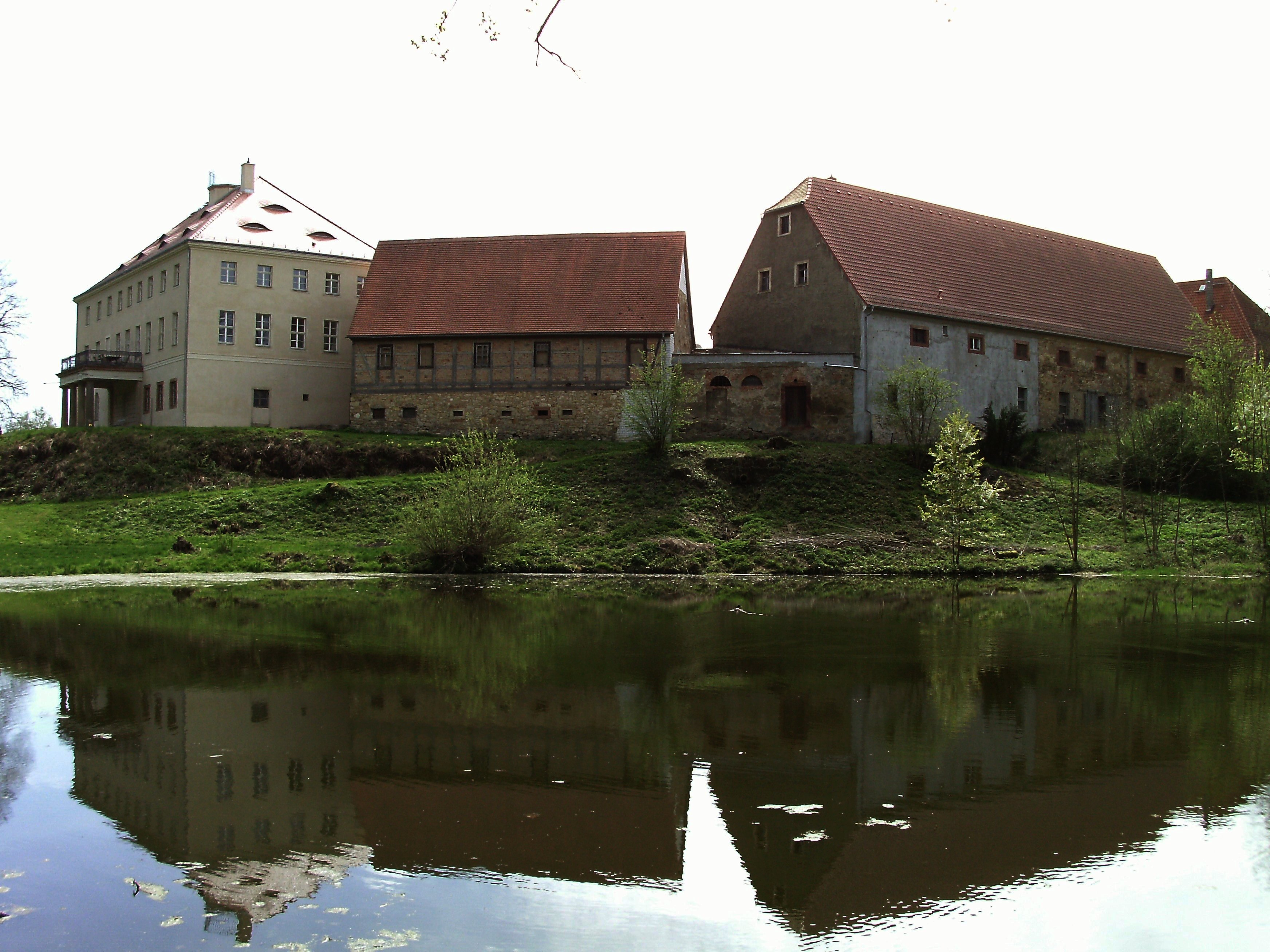
Herrenhaus und Gutsgebäude

Im Jahr 1822 endete der Abbau des Rüdigsdorfer Porphyrtuffs im Steinbruch. Nach dem Umbau des Herrenhauses in klassizistischem Stil wurden ab 1823 der Garten des Herrenhauses im englischen Stil und eine Orangerie angelegt. 1830 errichtete man eine neue Schule, später einen Erntekindergarten als Holzblockhaus im schweizerischen Stil. 1839 erfolgte die Einweihung des Schwind-Pavillons. 1848 ließ Wilhelm Leberecht Crusius als Patronatsherr die Kirche im Stil der Neogotik ausbauen.
Rüdigsdorf lag bis 1856 im kursächsischen bzw. königlich-sächsischen Amt Borna. Ab 1856 gehörte der Ort zum Gerichtsamt Frohburg und ab 1875 zur Amtshauptmannschaft Borna. Im Jahr 1895 erfolgte die Vereinigung mit Neuhof und Pflug zur Landgemeinde Rüdigsdorf-Neuhof.
Im Zuge der Bodenreform erfolgte 1945 die Enteignung und Vertreibung der Familie Crusius. Das Gut Rüdigsdorf mit Neuhof wurde an ungefähr 20 Neusiedler aufgeteilt, die in Rüdigsdorf am Verbotenen Weg, am Neuhof und in Linda Neubauernstellen errichteten. Am 1. Juli 1950 erfolgte die Eingemeindung von Rüdigsdorf nach Kohren-Sahlis. 1950 wurde die Rüdigsdorfer Schule aufgelöst und schrittweise in die Schule Kohren-Sahlis eingegliedert. 1953 gründeten sechs Neubauern eine LPG Typ III; später entwickelte sich der Betrieb in eine LPG-Tierproduktion, der große Kuhstall in Richtung Altmörbitz war 1990 als Rohbau fertiggestellt.
Die evangelisch-lutherische Christus-Kirche ist ein Werk des Leipziger Architekten und Semperschülers Oscar Mothes (1828–1903), der sie im Auftrag von Wilhelm Leberecht Crusius entwarf, und wurde 1989 umfangreich saniert. Bemerkenswert sind das als Hinterglasmalerei ausgeführte Altarbild Christus als Friedensfürst von Gustav Jäger (1808–1871), das von Ernst Rietschel gestaltete Altarkruzifix, sowie die vom Hofbildhauer Paul Segeberg ausgeführte Kanzel in Form eines Weinstocks.
Nach 1990 entstand bei Pflug das Gewerbegebiet der Stadt Kohren-Sahlis und in Rüdigsdorf das Neubaugebiet Dornengrund. Die Milchviehanlage der Agrargenossenschaft Kohrener Land mit Sitz in Rüdigsdorf wurde 1992 fertiggestellt und 2006 erweitert. Viele Häuser und Höfe konnten in den letzten Jahren verschönert werden. 2005 wurde die Gaststätte Waldschänke geschlossen. 2001 kaufte die Familie von Breitenbuch als Erben der Familie Crusius Gut und Herrenhaus zurück und sanierten diese.
Seit dem 1. Januar 2018 gehört Rüdigsdorf zur Stadt Frohburg.

### Namensentwicklung
Im Laufe der Zeit gab es folgende Varianten des Ortsnamens: Ruedegersdorff (Schreibweise zur Zeit der urkundlichen Ersterwähnung), Rugersdorff,  Rigßdorff, Ruschdorf, Rudigßdorff, Rüdigsdorf (heutige Schreibweise).

### Einwohnerentwicklung
Zur Zeit seiner urkundlichen Ersterwähnung (13. Jahrhundert) hatte Rüdigsdorf nur sehr wenige Einwohner.
- 1834: 237 Einwohner
- 2000: 228 Einwohner

## Wirtschaft und Verkehr
Wirtschaft
Von Rüdigsdorf aus bewirtschaftet die Agrargenossenschaft e.G. Kohrener Land ihre im Gemeindegebiet Kohren-Sahlis gelegenen Feld- und Wiesenflächen und betreibt eine in Richtung Altmörbitz gelegene Milchviehanlage. Im Gewerbegebiet Pflug sind mehrere mittelständische Firmen  wirtschaftlich tätig.

## Kultur und Sehenswürdigkeiten

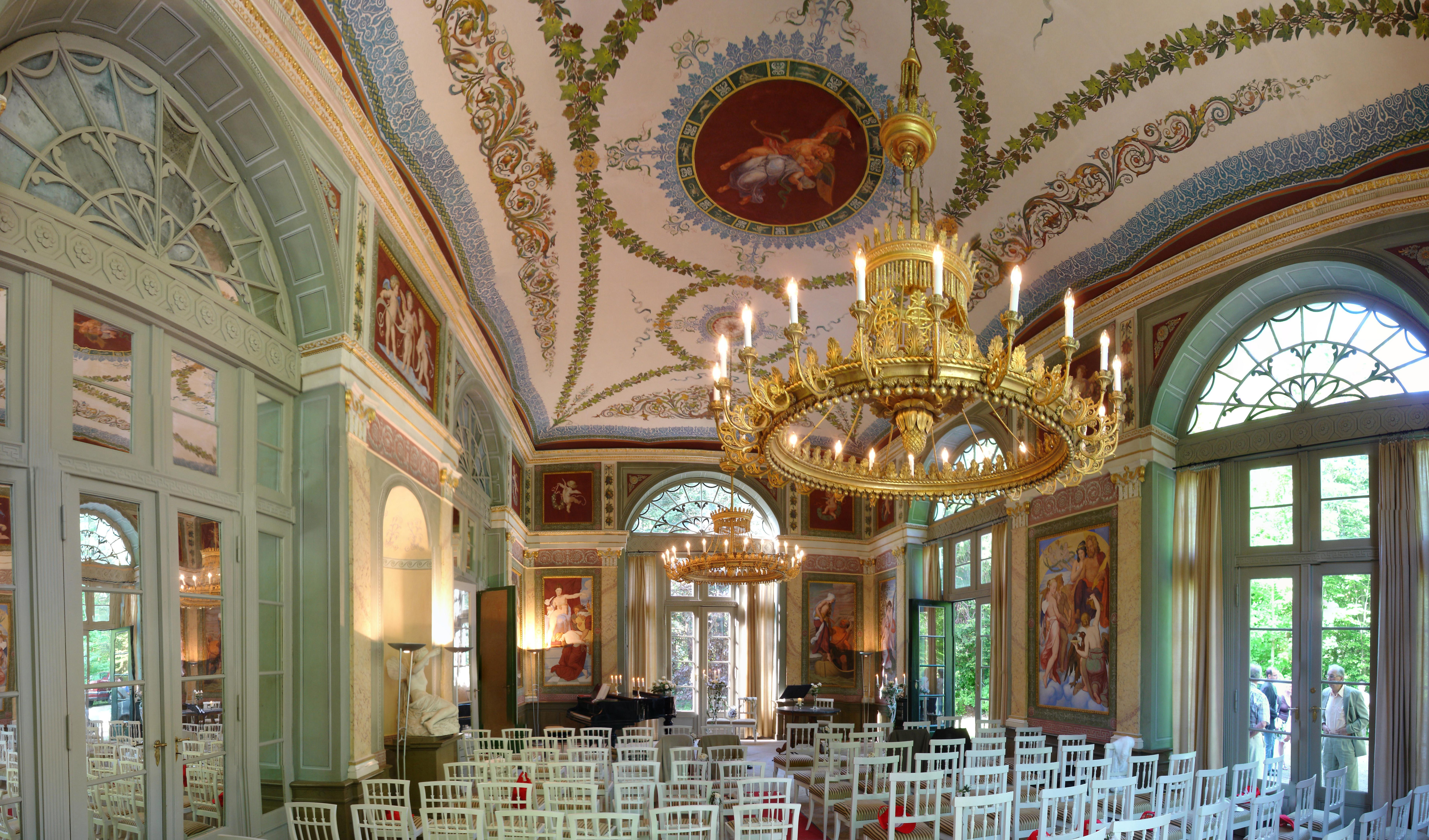
Schwind-Pavillon

- Der Schwind-Pavillon mit dem englischen Landschaftspark war ursprünglich eine Orangerie. Der Westflügel diente als Wohnung für den Gärtner, der Ostflügel  beinhaltet den Schwindsaal als Festsaal, und der gläserne Mittelbau diente als Wintergarten. Der Schwindsaal wurde von dem spätromantischen Maler und Zeichner Moritz von Schwind ausgeschmückt. Decken und Wände zeigen das antike Märchen Amor und Psyche. Die Pläne dafür fertigte u. a. Gottfried Semper an.
- Das klassizistische Herrenhaus mit Teich und Park im englischen Stil: Im Obergeschoss ließ Wilhelm Lebrecht Crusius einen Repräsentationsraum einrichten, den heutigen Tapetensaal. Er ist mit einer Bildertapete der französischen Firma Dufour & Leroy ausgekleidet. Sie zeigt Szenen aus den „olympischen Festen“ der griechischen Mythologie im Sepiadruck.
- Die ursprüngliche Kirche in Rüdigsdorf war in einem sehr baufälligen Zustand. Ein Brand am 15. Oktober 1833 vernichtete den Kirchturm. 1847 verkündete Crusius, dass er eine neue Kirche im neugotischen Stil stiften wolle. 1848 wurde der Grundstein zum neuen Turm gelegt. Die Einweihung der neuen Dorfkirche fand am Himmelfahrtstag 1849 statt. Die Kirche wurde innen von zahlreichen damals berühmten Künstlern, aber auch einheimischen Handwerkern ausgestaltet.
- Der Gellertbrunnen befindet sich in dem Wald östlich von Rüdigsdorf auf dem Weg nach Kohren-Sahlis. Er wurde nach dem deutschen Dichter Christian Fürchtegott Gellert benannt.
- Der Stein vom Lenkersberg im angrenzenden Wald ist ein großer Findling, unter dem der Sage nach ein Schatz vergraben ist.
- Ein versteinerter Baumstamm liegt neben dem Schwindsaal und ist etwa 290 Millionen Jahre alt.